# 謝芷倫
謝芷倫（英語：Jan Tse Chi Lun，1988年10月14日—），香港女演員、主持和模特兒，曾為香港電視網絡旗下藝人，曾為無綫電視經理人合約藝員，2025年轉為基本藝人合約。

## 簡歷
謝芷倫為家中獨女，曾就讀合一堂學校、協恩中學附屬小學和協恩中學，擔任校內田徑隊副隊長，並於2004年《港九區校際D1田徑跨欄賽》中取得冠軍。她中學畢業後便到澳洲麥覺理大學升學，2012年修畢工商管理系學士課程再回港涉足演藝圈，透過經理人安排下加入香港電視網絡，曾在《大眾情性》裡飾演性治療師「莫翠蓮」而為人認識；2014年參加《香港小姐競選》，且以熱門佳麗姿態進入決賽，當晚為自己的跨欄賽事作旁述，口才出眾獲司儀讚賞；落選一年後才正式轉投無綫電視，正式成為旗下基本藝人合約藝員。
2017年，謝芷倫參演該台處境劇《愛·回家之開心速遞》中，拜金港女「林美香（Mandy）」一角而受到注目。2019年6月20日，她曾透過 Instagram 宣布改名為「謝㺭圻」，卻於同年11月重用原名作藝名，12月2日起更轉簽無綫電視經理人合約。2020年，她於《法證先鋒IV》裡飾演珠寶店職員「趙潔如」一角，因親自拍攝「遇害後被封在有床蝨的真空袋內和遭棄屍大海」的故事橋段，而獲不少網民關注；現時除了當演員，亦以 Youtuber、業餘芭蕾舞兼鋼琴教師為副業。
2021年，謝芷倫在居於新西蘭的家人協助下開始經商；同年12月底與香港新方向成員馬志恆結婚。

## 演出作品

### 電視劇（無綫電視）
| 首播               | 劇名              | 角色              |
| 2016年             | 愛·回家之八時入席 | Christy           |
| 2016年             | 一屋老友記        | 嫩 模             |
| 2016年             | 幕後玩家          | Rebecca G.        |
| 2017至2018、2021年 | 愛·回家之開心速遞 | 林美香（Mandy）   |
| 2017年             | 迷                | Grace             |
| 2017年             | 與諜同謀          | 記 者             |
| 2017年             | 我瞞結婚了        | Celine Tong       |
| 2017年             | 賭城群英會        | OK 媽（青年）     |
| 2017年             | 超時空男臣        | 女客人            |
| 2017年             | 超時空男臣        | 妃 子             |
| 2017年             | 踩過界            | 陳貝玲            |
| 2017年             | 同盟              | 護 士             |
| 2017年             | 使徒行者2         | Ada               |
| 2017年             | 老表，畢業喇！    | 林醫生            |
| 2017年             | 誇世代            | Cathy             |
| 2018年             | 翻生武林          | 舞 者             |
| 2018年             | 棟仁的時光        | Zoey              |
| 2018年             | 宮心計2深宮計     | 殷 瑈             |
| 2018年             | 跳躍生命線        | 藍 欣（Michelle） |
| 2018年             | 是咁的，法官閣下  | 徐律師            |
| 2019年             | 牛下女高音        | Christine         |
| 2019年             | 解決師            | 滔天集團職員      |
| 2020年             | 大醬園            | 左 詩             |
| 2020年             | 法證先鋒IV        | 趙潔如            |
| 2020年             | 機場特警          | 瑩                |
| 2020年             | 踩過界II          | 馬淑儀（周太）    |
| 2020年             | 堅離地愛堅離地    | 彭 慧（Rosanna）  |
| 2021年             | 陀槍師姐2021      | 晶 晶             |
| 2021年             | 愛美麗狂想曲      | 紅 姐             |
| 2021年             | 逆天奇案          | 林進豪妻子        |
| 2021年             | 星空下的仁醫      | 呂芷晴（Bella）   |
| 2022年             | 金宵大廈2         | Macy              |
| 2022年             | 白色強人II        | 葉晴秘書          |
| 2022年             | 美麗戰場          | 珠寶店經理        |
| 2023年             | 新聞女王          | 陳凱欣            |
| 2023年             | 妳不是她          | 淇                |
| 2024年             | 黑色月光          | 孟思琳            |
| 2025年             | 刑偵12            | 德善妻子          |
| 未播映             | 非份之罪          |                   |
| 未播映             | 死有對証          |                   |
| 未播映             | 金式森林          |                   |

### 電視劇（邵氏兄弟）
| 首播   | 劇名     | 角色          |
| 2023年 | 廉政狙擊 | Miranda Shang |

### 電視劇（香港電視）
| 首播   | 劇名           | 角色                     |
| 2014年 | 來生不做香港人 | Cindy                    |
| 2015年 | 導火新聞線     | First Class Fitness 職員 |
| 2015年 | 大眾情性       | 莫翠蓮                   |
| 2015年 | 惡毒老人同盟   | 少 女                    |
| 2015年 | 三面形醫       | 餐廳女侍應               |
| 2015年 | 夜班           | Suki                     |

### 綜藝節目（無綫電視）
| 首播   | 節目名                        | 備註               |
| 2014年 | 今日VIP                       | 8月25日嘉賓        |
| 2014年 | 2014年度香港小姐競選          | 最後十強           |
| 2016年 | 男人食堂                      | 演出第3集短劇      |
| 2016年 | myTV SUPER呈獻：萬千星輝睇多D | 演出嘉賓           |
| 2017年 | 馬家開飯                      | 演出               |
| 2017年 | 終極街頭魔法王                | 第10集嘉賓         |
| 2018年 | 2018國泰航空新春國際匯演之夜  | 演出               |
| 2018年 | 萬千星輝賀台慶2018            | 演出               |
| 2020年 | 流行都市                      | 1月27日嘉賓        |
| 2020年 | 姊妹淘                        | 第三輯 第135集嘉賓 |
| 2021年 | 開心大綜藝                    | 第4集嘉賓          |
| 2021年 | 明星運動會                    | 演出               |
| 2021年 | 2021年度香港小姐競選準決賽    | 演出               |
| 2021年 | Sing空下的仁醫                | 固定演出           |
| 2021年 | 野外步出2                     | 第11集嘉賓         |

### 主持節目（無綫電視）
| 首播         | 節目名       | 備註 |
| 2019年       | 大灣區 活好D | 第二輯 中山篇主持（與鄭衍峰） |
| 2020年       | 3日2夜       | 第四輯、第14、15集主持（與何泳芍） |
| 2020至2021年 | 姊妹淘       | 第三輯主持（與莊思敏、吳若希、王子涵、張寶兒、陳詩欣、蔡嘉欣、曾淑雅、傅嘉莉、李君妍、孫慧雪、阮嘉敏及吳紫韻）                           |
| 2021至今     | 流行都市     | 主持（與安德尊、胡諾言、焦浩軒、吳天佑、譚永浩、宋芝齡、劉彩玉、姚嘉妮、張美妮、彭慧中、陳詩欣、蔡嘉欣、黃嘉雯、林秀怡、林凱恩及朱智賢） |

### 電影
| 首映     | 電影名                   | 角色                   |
| 2015年   | S風暴                    | 司 儀                  |
| 2015年   | 喵星人                   | 主 播                  |
| 2016年   | 賭城風雲III              | 高級賓客               |
| 2016年   | 寒戰II                   | Cathy Choi（蔡陳詠琪） |
| 2016年   | 驚心破                   | 司 儀                  |
| 2016年   | 脫皮爸爸                 | 護 士                  |
| 2017年   | 我老婆未結婚             |                        |
| 2017年   | 原諒他77次               | 護 士                  |
| 2018年   | 脫皮爸爸                 | 護 士                  |
| 2020年   | 我的筍盤男友             | Kay                    |
| 網絡電影 |                          |                        |
| 2016年   | 琴場高手之靈魂暴走       | 李晨曦                 |
| 2016年   | 囧到洛杉磯之拜見奶奶大人 | Bondy                  |
| 2018年   | 江湖三傻                 | 蘇雅細                 |
| 未上映   | 100分女人                |                        |
| 微電影   |                          |                        |
| 2014年   | 滋味良緣之謝謝遇上你     | Jan                    |
| 2016年   | 潛戰師                   | 美 女                  |
| 2018年   | 追尋美麗化身（時代廣場） | 女 伴                  |

### 音樂錄像
| 年份   | 歌名   | 歌手   |
| 2016年 | 追夢者 | 焯皓   |
| 2019年 | 長大   | 海俊傑 |

### 網台節目
- 2019年：策略王直播室《喪吹會所》 - 3月14日嘉賓

### 廣告
| 首播   | 產品內容                                    |
| 2013年 | 阿一海景飯店                                |
| 2013年 | 宏利保險「退休方案 - 及旱籌劃 及早問專家」  |
| 2013年 | 康業信貸快遞「到處樓情」                    |
| 2014年 | 香港電車有限公司                            |
| 2014年 | 香港電車有限公司「110週年」                 |
| 2014年 | 澳門行政長官選舉委員會「委員選舉投票程序」  |
| 2014年 | 丹麥藍罐曲奇「曲奇兄弟 - 超市篇」           |
| 2014年 | 丹麥藍罐曲奇「曲奇兄弟 - 家庭篇」           |
| 2015年 | 政府新聞處「私營醫療機構規管公眾諮詢」      |
| 2015年 | 珠江純生啤酒「珠江純生玩樂篇」              |
| 2015年 | CRISTELL JEWELLERY                          |
| 2015年 | 滙豐銀行「MPF e-Submission」                |
| 2015年 | 政府新聞處「網購食物要謹慎 潛在風險要留神」 |

## 曾獲獎項與提名
| 年份   | 獎項                                     | 結果 |
| 2018年 | 觀眾在民間電視大奬2018「民選飛躍女藝員」 | 提名 |
| 2018年 | 2018香港電視大獎「女配角獎（劇集）」     | 提名 |

## 外部連結
- 謝芷倫的新浪微博
- 謝㺭圻 Jan姐的Facebook專頁
- 謝芷倫的Instagram帳戶
- YouTube上的Jan姐 謝芷倫頻道
- 謝芷倫在香港影庫上的簡介